# Belui Tinggi
Belui Tinggi is een bestuurslaag in het regentschap Kerinci van de provincie Jambi, Indonesië. Belui Tinggi telt 481 inwoners (volkstelling 2010).